# Michael Graves
Michael Graves (Indianapolis, 9 luglio 1934 – Princeton, 12 marzo 2015) è stato un architetto statunitense che ha fatto parte del gruppo dei New York Five.

## Biografia
Diplomatosi nel 1950 alla Broad Ripple High School, ottenne il titolo di baccalaureato all'Università di Cincinnati (divenendo altresì membro della confraternita Sigma Chi) e la laurea all'università di Harvard.  Tra il 1960 e il 1962 studiò presso la American Academy di Roma. Svolse la professione di architetto a Princeton, nel New Jersey, dal 1964, fu professore emerito all'università di Princeton e diresse la Michael Graves & Associates, che ha uffici a Princeton ed a New York. Oltre che per la sua popolare linea di articoli per la casa, Graves e la compagnia da lui capeggiata hanno ottenuto fama ed elogi per un'ampia varietà di edifici commerciali e residenziali e per opere di arredamento. Nel 1999 Graves ricevé la National Medal of Arts e nel 2001 la medaglia di oro dall'American Institute of Architects.
Nel 2003 un'infezione di origine sconosciuta (forse una meningite batterica) lo paralizzò dalla vita giù; rimase comunque attivo nella professione, progettando svariati edifici, compresa un'aggiunta al Detroit Institute of Arts e un grande Resort a Singapore.
Si spense nella sua casa di Princeton nel 2015 all'età di 80 anni.

## Opere principali
- Hanselmann House, Fort Wayne, Indiana, 1967-70
- Alexander House, Princeton, New Jersey, 1971-1973
- Plocek House, Warren, New Jersey
- Crooks House, Fort Wayne, Indiana, 1976
- The Portland Building, Portland, Oregon, 1982
- Public library, San Juan Capistrano, California, 1981-1983
- Riverbend Music Center, Cincinnati, Ohio, 1984
- Humana Building, Louisville, Kentucky, 1985
- Clos Pegase Winery, 1987[2]
- Ten Peachtree Place, Atlanta, Georgia, 1990
- Youngstown Historical Center of Industry and Labor, Youngstown, Ohio, 1990
- Swan and Dolphin Resort, Walt Disney World Resort, Orlando, Florida, 1990
- Team Disney Building, Burbank, California, 1991
- Disney's Hotel New York, Marne-la-Vallée, Francia, 1992
- Michael C. Carlos Museum, Università Emory, Atlanta, Georgia, 1993
- 1500 Ocean Drive, South Beach, Florida, 1993[3]
- Engineering Research Center, University of Cincinnati, Ohio, 1994-1995
- Bryan Hall, Università della Virginia, Charlottesville, Virginia, 1995
- The Central Library, Denver, 1996
- Indianapolis Art Center[4], Indianapolis, Indiana, 1996
- O'Reilly Theater, Pittsburgh, Pennsylvania, 1999
- Topeka & Shawnee County Public Library, 2001
- Capital Regional Medical Center, Tallahassee, Florida, 2002
- Martel College, Rice University, Houston, Texas, 2002
- National Museum of History, Taitung, Taiwan, 2002[5][6]
- North Hall, Drexel University, Filadelfia, Pennsylvania, 2002
- Minneapolis Institute of Arts Expansion, Minneapolis, Minnesota, 2006
- Alter Hall, The Fox School of Business, Temple University, Filadelfia, 2006
- St. Coletta School, Washington, 2006
- Resorts World, Sentosa, Singapore, 2007.
- Washington Monument scaffolding, Washington, 2007.
- Detroit Institute of Arts, rinnovo ed ampliamento, 2007.